# Ларионов, Аркадий Николаевич
Арка́дий Никола́евич Ларио́нов (6 декабря 1925 — 2002) — советский футболист, полузащитник. Мастер спорта СССР (1955).

## Карьера
С 1949 по 1952 год выступал за команду ВВС. Провёл в её составе в чемпионате страны 32 матча. После расформирования клуба перешёл в киевское «Динамо». В 1953 году попал в список 33 лучших футболистов сезона, а в следующем году стал обладателем Кубка СССР.

## Достижения

### Командные
«Динамо»
Обладатель Кубка СССР: 1954

### Личные
- В списке 33 лучших футболистов сезона в СССР: № 4 (1953)